# Клюева, Ульяна Владимировна
Улья́на Влади́мировна Клю́ева (род. 30 июня 2002, Волгоград) — российская прыгунья в воду, чемпионка Европы 2019 года.

## Биография
Родилась и живёт в Волгограде. Она представляет сборную России на международных турнирах по прыжкам в воду. Тренируется у А.Калашникова.   
Серебряный призер чемпионата России 2017 года. В этом же году на чемпионате Европы в Норвегии среди юниоров она одержала победу на 3-х метровом трамплине в синхронных прыжках.   
Двукратная победительница (трамплин 3 м индивидуал и синхрон), серебряный призер (командные) и бронзовый призер(трамплин 1 метр) первенства Европы 2018 среди юниоров (Хельсинки, Финляндия).  
В октябре 2018 года она приняла участие в юношеских Олимпийских играх в Буэнос-Айресе, завоевала серебряную медаль на 3-метровом трамплине.
На европейском чемпионате в Киеве в 2019 году она стала чемпионкой победив в синхронных прыжках с 3-х метрового трамплина в паре с Виталией Королёвой.  
В мае 2021 года на чемпионате Европы, который состоялся в Венгрии в Будапеште, Ульяна в паре с Виталией Королёвой в синхронных прыжках с 3-х метрового трамплина стала обладателем бронзовой медали.